# OSCAR 42
OSCAR 42 (auch Saudi-OSCAR 42 oder vor dem Start Saudisat 1B) ist ein saudi-arabischer Amateurfunksatellit.
Der Satellit wurde vom KACST Space Research Institute in Riad entwickelt. Saudi-OSCAR 42 wurde am 26. September 2000 zusammen mit vier weiteren Kleinsatelliten mit einer Dnepr-Rakete vom Kosmodrom Baikonur gestartet. Der Satellit enthält ein Amateurfunkrelais für einen FM-Sprechfunkkanal.
Seine COSPAR-Bezeichnung lautet 2000-057E.